# グノーシス主義

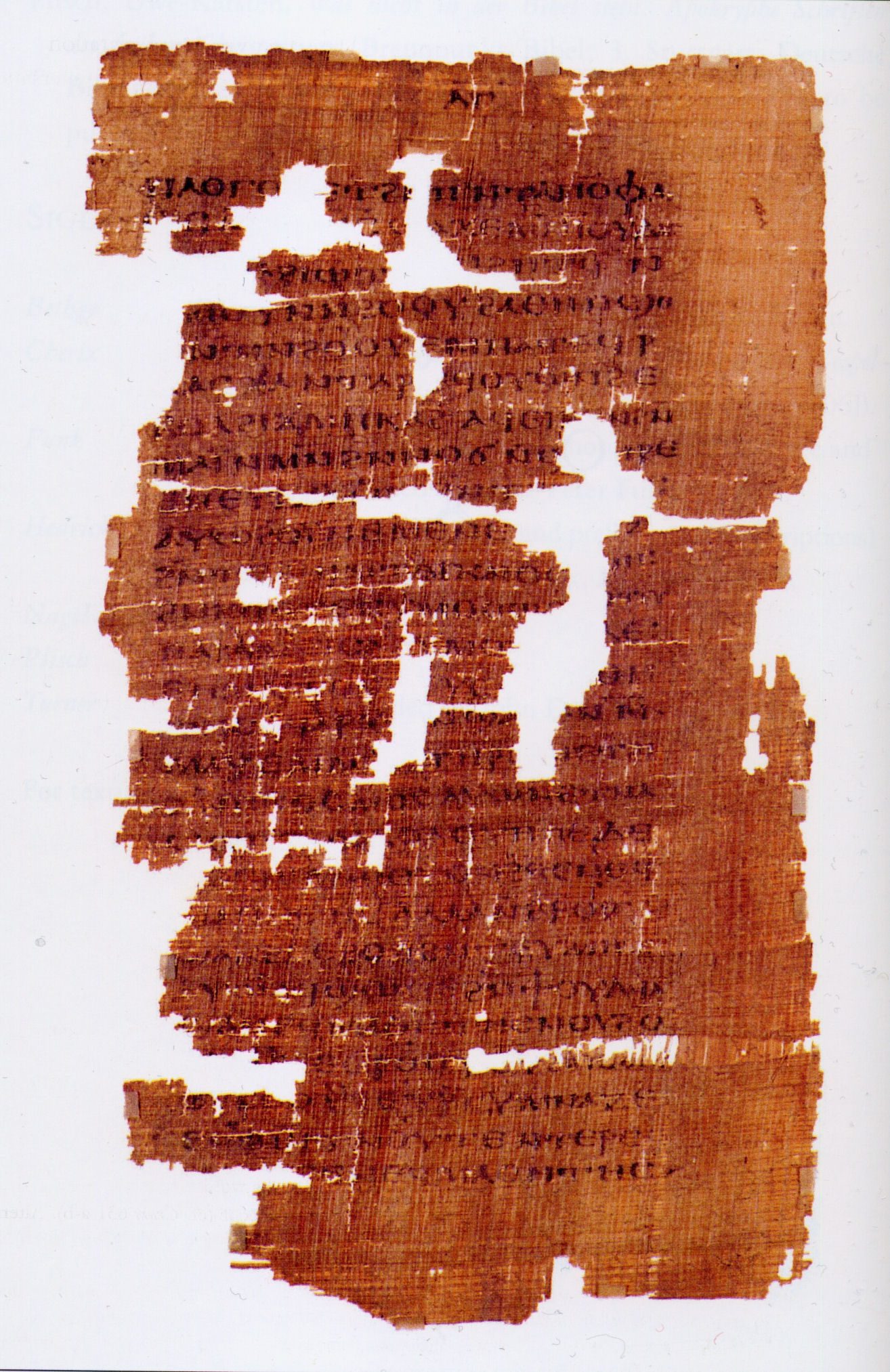
ユダの福音書のページ

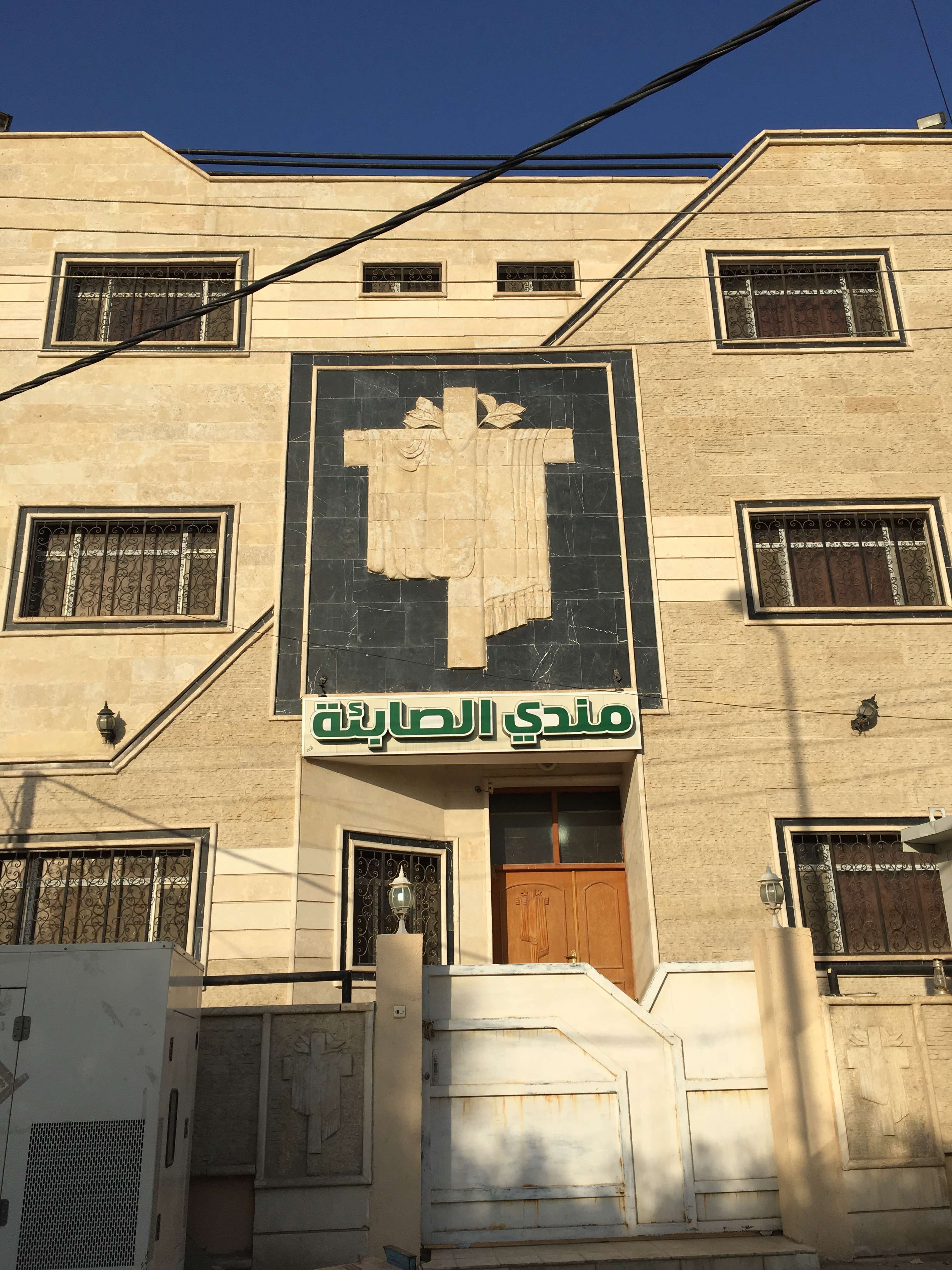
2016年、イラク南部のナーシリーヤにあるマンダ教の現代風のベト・マンダ (マシュカンナ)

グノーシス主義（英: Gnosticism、古代ギリシア語: γνωστικός、ローマ字表記: gnōstikós、コイネー・ギリシャ語: [ɣnostiˈkos]、「知識を持つ」の意）は、1世紀後半にユダヤ教と初代教会の諸派の間で融合した宗教的思想と体系の集合である。これらの様々なグループは、宗教機関の原始正統派の教え、伝統、権威よりも、個人的な精神的知識（グノーシス）を重視した。
グノーシス主義の宇宙論は一般的に、至高の隠れた唯一神と、（時に聖書の神ヤハウェと関連づけられる）邪悪な低次の神格との区別を示す。後者は物質界を創造したとされる。その結果、グノーシス主義者は物質的存在を欠陥があるか悪であるとみなし、救済の主要素は、神秘的あるいは秘儀的な洞察を通して得られる隠れた神性についての直接の知識であると考えた。多くのグノーシス主義の文書は、罪と悔い改めの概念ではなく、錯覚と啓発を扱っている。
グノーシス主義の著作は、2世紀頃、地中海世界の特定のキリスト教グループの間で盛んに行われ、初期の教父たちによって異端として非難された。これらの文書を破壊する努力は大いに成功し、グノーシス主義の神学者による著作はほとんど残っていない。それでも、ワレンティヌスのような初期のグノーシス主義の牧師たちは、自分たちの信仰はキリスト教と一致していると考えていた。グノーシス主義のキリスト教の伝統では、イエス・キリストは、人類を自らの神性の認識へと導くために人の姿をとった神的存在とみなされる。しかし、グノーシス主義は単一の標準化された体系ではなく、直接の経験を重視することで、ヴァレンティヌス派やセト派といった独自の流れを含む多様な教えが許容された。サーサーン朝ペルシアでは、グノーシス主義の思想は関連する運動であるマニ教を通じて中国にまで広がる一方で、古代から現存する唯一のグノーシス主義の宗教であるマンダ教は、イラク、イラン、離散地の共同体に見られる。ヨルン・バックリーは、初期のマンダ教徒は、イエスの初期の追随者の共同体の中で、後にグノーシス主義となるものを最初に定式化した人々だった可能性があると主張している。
何世紀もの間、グノーシス主義に関する学術的知識のほとんどは、リヨンのエイレナイオスやローマのヒッポリュトスなど、初期キリスト教の人物による反異端の著作に限られていた。1945年にエジプトで発見されたナグ・ハマディ文書は、トマスによる福音書やヨハネによる秘儀など、初期キリスト教とグノーシス主義の希少な文書の集成であり、グノーシス主義への関心が再び高まった。エレイン・ペイゲルスは、ナグ・ハマディ文書へのヘレニズム・ユダヤ教、ゾロアスター教、プラトン主義の影響を指摘している。1990年代以降、グノーシス主義は学者たちの間でますます精査されるようになった。一つの問題は、グノーシス主義を初期キリスト教の一形態とみなすべきか、宗教間の現象とみなすべきか、あるいは独立した宗教とみなすべきかということである。さらに踏み込んで、マイケル・アレン・ウィリアムズやデイヴィッド・G・ロバートソンなどの現代の学者は、「グノーシス主義」は今でも有効で有用な歴史的カテゴリーなのか、それとも単に原始正統派キリスト教の異端主義者たちが同時代のキリスト教集団の異質なグループに対して用いた術語なのかといったことについて議論している。

## 語源
グノーシスは、「知識」や「認識」を意味するギリシャ語の女性名詞である。知的な知識 (εἴδειν eídein) と比較して、個人的な知識を表すのによく用いられる。関連用語に形容詞の gnostikos （認知的な）がある。これは古典ギリシャ語ではかなり一般的な形容詞である。
ヘレニズム時代までに、グノーシスはギリシャ・ローマの密儀とも関連付けられるようになり、ギリシャ語の musterion と同義になった。その結果、グノーシスは、多くの場合、個人的な経験や認識に基づく知識を指すようになった。宗教的な文脈では、グノーシスは、神との直接的な関わりに基づく神秘主義的あるいは秘儀的な知識である。ほとんどのグノーシス主義の体系では、救済の十分な原因は、この神についての「知識」（「親しい知り合い」）である。それは、プロティノス（新プラトン主義）が奨励したものに匹敵する内的な「知ること」であり、原始正統派キリスト教の見解とは異なる。グノーシス主義者とは、「知識と理解、あるいは認識と学習に向けて、生きるための特定の様式として向かう者たち」である。古典ギリシャ語のテキストにおける gnostikos の通常の意味は、プラトンが「実践的」（praktikos）と「知的」（gnostikos）の比較で用いているように、「学識のある」または「知的な」である。プラトンの「学識のある」という用法は、古典的なテキストではかなり典型的なものである。
七十人訳聖書によるヘブライ語聖書の翻訳では時折用いられるが、この形容詞は新約聖書では使われていない。しかし、アレクサンドリアのクレメンスは、「学識のある」（gnostikos）キリスト教徒についてかなり頻繁に言及し、好意的な意味で使っている。異端に関連した gnostikos の使用は、エイレナイオスの解釈者に由来する。一部の学者は、エイレナイオスが gnostikos を単に「知的な」という意味で使うこともあると考えている。一方、「知的な宗派」への言及は特定の呼称である。「グノーシス主義」という用語は古代の資料には登場せず、17世紀にヘンリー・モアがヨハネの黙示録の7つの手紙に関する注釈の中で初めて造語したもので、モアはそこで「グノスティシスム」という用語を用いてティアティラの異端を描写した。グノーシス主義という用語は、聖イレナイオス（185年頃）がギリシャ語の形容詞 gnostikos（ギリシャ語 γνωστικός、「学識のある」「知的な」）を用いて、ワレンティヌスの学派を he legomene gnostike haeresis「学識のある（グノーシス的な）と呼ばれる異端」と表現したことに由来する。

## 起源
グノーシス主義の起源は不明であり、今なお議論の的となっている。原始正統派キリスト教の諸集団は、グノーシス主義者をキリスト教の異端と呼んだが、現代の学者によれば、その神学の起源はユダヤ教の分派的環境と初期キリスト教の諸派に密接に関連している。一部の学者は、信仰の類似性から、グノーシス主義の起源が仏教に根ざしていると論じているが、最終的にはその起源は不明である。キリスト教が発展し、より普及するにつれ、グノーシス主義も同様になり、原始正統派キリスト教とグノーシス主義キリスト教の両方の集団が同じ場所に存在することがしばしばあった。グノーシス主義の信仰は、キリスト教の中で2世紀から3世紀にかけて原始正統派キリスト教共同体がこの集団を追放するまで広く行き渡っていた。グノーシス主義は、異端と宣言された最初の集団の1つとなった。
学者によっては、後にグノーシス主義へと発展した1世紀の思想を指す場合は「グノーシス」と呼び、2世紀にこれらの思想が首尾一貫した運動へと統合された場合は「グノーシス主義」と呼ぶことを好む。ジェームズ・M・ロビンソンによれば、キリスト教以前を明確に示すグノーシス主義のテキストはなく、「キリスト教以前のグノーシス主義は、この論争をきっぱりと決着させるような形ではほとんど証明されていない」。
最も人気のあったグノーシス主義の宗派は、ゾロアスター教から大きな影響を受けていた。

### ユダヤ・キリスト教起源
現代の学問では、グノーシス主義はユダヤ人キリスト教に起源を持ち、1世紀後半に非ラビ・ユダヤ教の諸派と初期キリスト教の諸派に由来するという点で、大方の意見が一致している。エセル・S・ドロワーはこう付け加えている。「ガリラヤとサマリアの非正統派ユダヤ教は、我々が今日グノーシス主義と呼ぶ形で形作られたように見え、キリスト教時代のかなり前から存在していた可能性がある」:xv。
グノーシス主義の学派の多くの長は教父たちによってユダヤ人キリスト教徒と同定され、ヘブライ語の言葉と神の名前がいくつかのグノーシス主義の体系で用いられた。キリスト教グノーシス主義者の間での宇宙論的思弁は、『マアセ・ブレシット』と『マアセ・メルカヴァ』に部分的な起源を持つ。この説は、ゲルショム・ショーレム（1897-1982）とジル・キスペル（1916-2006）によって最も注目すべき形で提唱された。ショーレムは、メルカバー神秘主義のイメージの中に、特定のグノーシス主義文書にも見られるユダヤ的なグノーシスを見出した。キスペルは、グノーシス主義をユダヤ教の独自の発展とみなし、その起源をアレクサンドリアのユダヤ人の歴史に遡っている。ヴァレンティヌスもこの集団に関係していた。
ナグ・ハマディ文書の多くは、ユダヤ教に言及しており、場合によっては、ユダヤ教の神を激しく拒絶している。ゲルショム・ショーレムは、かつてグノーシス主義を「形而上学的反ユダヤ主義の最大の事例」と表現した。スティーヴン・ベイム教授は、グノーシス主義は反ユダヤ主義とした方がより適切だろうと述べている。グノーシス主義の起源に関する研究は、特にヘカロト文学から、ユダヤ教の強い影響を示している。
初期キリスト教の中では、パウロとヨハネ福音記者の教えが、肉と霊の対立、カリスマの価値、ユダヤ教律法の失格などへの関心の高まりとともに、グノーシス主義の思想の出発点となった可能性がある。死すべき肉体は、劣った世俗の力（アルコーン）の世界に属し、霊もしくは魂だけが救われ得るのであった。グノーシス的という語は、ここでより深い意味を獲得したのかもしれない。
アレクサンドリアは、グノーシス主義の誕生にとって中心的な重要性を持っていた。キリスト教のエクレシア（すなわち集会、教会）はユダヤ人キリスト教徒を起源としていたが、ギリシャ人の信者も引きつけ、「ユダヤ的な黙示思想、神の知恵についての思索、ギリシャ哲学、密儀宗教」など、様々な思想の流れが存在していた。
一部の初期キリスト教徒の天使キリスト論に関して、ダレル・ハンナはこう指摘している。
（一部の）初期キリスト教徒は、受肉以前のキリストを、存在論的に天使として理解していた。この「真の」天使キリスト論は多くの形をとり、『ヘブル人への手紙』の初めの章で反対されている見解であるならば、1世紀後半には既に現れていたのかもしれない。エルカサイ派、あるいは少なくともその影響を受けたキリスト教徒は、男性のキリストを女性の聖霊と対にして、両者を2人の巨大な天使と考えた。ワレンティヌス派のグノーシス主義者の一部は、キリストが天使の性質を帯びており、天使の救い主である可能性があると考えた。『ソロモンの遺訓』の著者は、悪魔を祓う際に、キリストを特に効果的な「妨害する」天使であるとした。「第百詩篇」とエピファニオスの「エビオン派」の著者は、キリストを最初に創造された大天使の中で最高位かつ最重要の存在と考えており、この見解は多くの点で、ヘルマスのキリストとミカエルを同一視する見解に似ている。最後に、『イザヤ昇天記』の背後にある釈義の伝統の可能性があり、オリゲネスのヘブライ語の師によって証言されているが、これは別の天使キリスト論と天使聖霊論を証言しているのかもしれない。
偽典のキリスト教文書『イザヤ昇天記』は、イエスを天使キリスト論と同一視している。
（主なるキリストは父から任命される）そして私は、わが主なるイエスと呼ばれるキリストに言った至高なる方、私の主の父の声を聞いた。「出て行って、すべての天を通って下りなさい......」。
ヘルマスの牧者は、イレナイオスのような初期の教父の一部によって正典と見なされたキリスト教の文学作品である。著者が、聖なる「先在の霊」に満たされた徳高い人物として神の子について言及している第5の譬えでは、イエスが天使キリスト論と同一視されている。

### 新プラトン主義の影響
1880年代にグノーシス主義と新プラトン主義の関連性が提唱された。1966年にグノーシス主義の起源に関するメッシーナ会議を組織したウーゴ・ビアンキも、オルペウス教とプラトン主義の起源を主張した。グノーシス主義者たちは、プラトン主義から重要な思想と用語を借用し。ヒュポスタシス（実在、存在）、ウーシア（本質、実体、存在）、デミウルゴス（創造神）など、ギリシャ哲学の概念を文章全体で使用した。セト派のグノーシス主義者もワレンティヌス派のグノーシス主義者も、プラトン、中期プラトン主義、新ピュタゴラス主義のアカデメイアや学派の影響を受けたようである。両派は後期古代哲学との「和解、さらには提携に向けた努力」を試み、プロティノスを含む一部の新プラトン主義者から拒絶された。

### ペルシャ起源または影響
グノーシス主義の起源に関する初期の研究では、ペルシャ起源または影響が提唱され、ヨーロッパに広がりユダヤ的要素を取り入れたとされた。ヴィルヘルム・ブセ（1865-1920）によれば、グノーシス主義はイランとメソポタミアのシンクレティズムの一形態であり、リヒャルト・アウグスト・ライツェンシュタイン（1861-1931）はグノーシス主義の起源をペルシアに位置づけた。
カルステン・コルペ（1929年生）は、ライツェンシュタインのイラン仮説を分析・批判し、その仮説の多くが成り立たないことを示した。それでもなお、ゲオ・ヴィーデングレン（1907-1996）は、アラム語のメソポタミア世界の思想と結びつけて、マンダ教のグノーシス主義の起源をゾロアスター教のズルワーン主義に求めた。
しかし、クルト・ルドルフ、マルク・リツバルスキ、ルドルフ・マツーフ、エセル・S・ドロワー、ジェームズ・F・マクグラス、チャールズ・G・ヘーベルル、ヨルン・ヤコブセン・バックリー、シュナスィ・ギュンドゥズなど、マンダ教を専門とする学者たちは、パレスチナ起源説を唱えている。これらの学者の大多数は、マンダ教徒がバプテスマのヨハネの内側の弟子の集団と歴史的関連を持つ可能性が高いと考えている。マンダ語を専門とする言語学者でもあるチャールズ・ヘーベルルは、マンダ語へのパレスチナとサマリアのアラム語の影響を見出し、マンダ教徒が「ユダヤ人とパレスチナの歴史を共有した」ことを認めている。

### 仏教との類似
1966年のメディナ会議で、仏教学者のエドワード・コンゼは、大乗仏教とグノーシス主義の現象学的共通性を指摘し、『仏教とグノーシス』と題する論文の中で、アイザック・ヤコブ・シュミットが早くに提唱した示唆に続いた。グノーシス的なワレン（170年頃）やナグ・ハマディ文書（3世紀）への仏教のいかなる意味での影響も、現代の学問では支持されていないが、エレイン・ペイゲルスはそれを「可能性」と呼んだ。

## グノーシス主義の特徴

### 宇宙論
シリア＝エジプト系の伝統では、遠く離れた至高の神格、モナドを仮定する。この最高の神性から、アイオーンと呼ばれる低次の神的存在が流出する。デミウルゴスはアイオーンの中から生じ、物質界を創造する。神的要素が物質界に「堕落」し、人間の中に潜在している。人間が神的なものについての秘儀的あるいは直観的な知識、グノーシスを得ることで、堕落からの贖いが起こる。

### 二元論と一元論
グノーシス主義の体系は、神と世界の間に二元論を仮定するが、マニ教の「急進的二元論」から古典的グノーシス主義運動の「緩和された二元論」まで様々である。急進的二元論、あるいは絶対的二元論は、2つの同等の神的な力を主張するのに対し、緩和された二元論では、2つの原理のうち一方がもう一方に何らかの形で劣っている。限定的一元論では、第二の存在は神的あるいは半神的であり得る。ヴァレンティヌス派のグノーシス主義は、以前は二元論的に使用されていた用語で表現される一元論の一形態である。

### 道徳と儀式
グノーシス主義者は、特に性的慣行と食事の慣行において、禁欲主義に傾いていた。道徳の他の分野では、グノーシス主義者はそれほど厳格な禁欲主義ではなく、正しい行動に対してより穏健なアプローチをとっていた。規範的な初期キリスト教では、教会がキリスト教徒の正しい行動を管理し規定したのに対し、グノーシス主義では内面化された動機づけが重要だった。プトレマイオスの『フローラへの書簡』は、個人の道徳的傾向に基づく一般的な禁欲主義を描いている。例えば、儀式的行動は、個人的な内的動機に基づいていない限り、他のいかなる行為よりも重要であるとは見なされなかった。

### 女性の表現
「グノーシス的」と特徴づけられる資料の中に、現実の女性が表現されているのを見つけるのは困難である。言及されている数少ない女性は、混沌としていて、不従順で、さらには不可解なものとして描かれている。しかし、ナグ・ハマディ文書のような重要なグノーシス主義の文書では、女性をリーダーシップと英雄主義の役割に置いており、グノーシス主義の空間での女性が単なる状況の被害者であったという語りに矛盾している。グノーシス主義の進化において女性が果たした役割は、いまだ探求されつつある研究分野である。

## 概念

### モナド
多くのグノーシス主義の体系において、神はモナド、一者として知られている。神は、光の領域であるプレローマの高い源泉である。神の様々な流出はアイオーンと呼ばれる。ヒッポリュトス (対立教皇)によれば、この見解はピタゴラス学派に触発されたものであり、ピタゴラス学派は最初に存在するようになったものをモナドと呼び、モナドは二を生み、二は数を生み、数は点を生み、点は線を生む、というように続く。

### プレローマ
プレローマ（ギリシア語 πλήρωμα、「充満」）は、神の力の全体性を指す。天上のプレローマは神的生命の中心であり、我々の世界の「上方」（この語は空間的に理解されるべきではない）にある光の領域で、アイオーン（永遠の存在）や時にはアルコーンなどの霊的存在によって占められている。イエスは、プレローマから送られた仲介的アイオーンとして解釈され、その助けを借りて人類は人類の神的起源についての失われた知識を回復することができる。したがって、この語はグノーシス主義の宇宙論の中心的要素である。
プレローマは一般的なギリシャ語でも使用されており、この語がコロサイの信徒への手紙に登場することから、ギリシア正教会でもこの一般的な形で使用されている。パウロが実際はグノーシス主義者であったという見解の提唱者、例えばエレイン・ペイゲルスは、コロサイ書の言及をグノーシス主義的意味で解釈されなければならない用語と見なしている。

### 流出
至高の光または意識は、一連の段階、階梯、世界、あるいはヒュポスタシスを通して降下し、次第に物質的で具体化されていく。やがてそれは一者へと立ち返り（エピストロフィー）、霊的な知識と観想を通して同じ道をたどることになる。

### アイオーン
多くのグノーシス主義の体系において、アイオーンは最高神またはモナドの様々な流出である。ある種のグノーシス主義の文献では、両性具有のアイオーンであるバルベーローから始まり、最初に流出した存在であるバルベーローは、モナドとの様々な相互作用を経て、シュズギアと呼ばれる男女のペアリングで、アイオーンの対が次々と流出する結果となる。これらのペアリングの数は文献によって異なるが、その数を30とするものもある。アイオーンは全体としてプレローマ、すなわち「光の領域」を構成する。プレローマの最下層は闇、すなわち物質界に最も近い。
最もよくペアを組むアイオーンの2つは、キリストとソフィア（ギリシア語で「知恵」の意）であった。ヴァレンティヌス派の解説では、後者はキリストを自らの「配偶者」と呼んでいる。

### ソフィア
グノーシス主義の伝統では、ソフィアという名前（Σοφία、ギリシア語で「知恵」の意）は、神の最後の流出を指し、宇宙霊または世界霊と同一視される。彼女は時折、ヘブライ語でアハモトと同等の呼び名で呼ばれることがある（これはプトレマイオス版のヴァレンティヌス派のグノーシス主義の神話の特徴である）。ソフィアに焦点を当てたユダヤ・グノーシス主義は、90年頃には活動していた。グノーシス主義の神話の大半、あるいは全てのバージョンにおいて、ソフィアはデミウルゴスを生み出し、デミウルゴスは物質性の創造をもたらす。物質性の肯定的および否定的な描写は、神話におけるソフィアの行動の描写に依存する。この極端に家父長制的な物語では、ソフィアは手に負えず不従順なものとして描かれており、それは彼女が世界に混沌の創造をもたらしたためである。デミウルゴスの創造は、彼女の相手の同意なしに行われた行為であり、2人の間の所与の階層関係のために、この行為は彼女が手に負えず不従順であったという語りに貢献した。
ソフィアがパートナーなしに流出した結果、デミウルゴス（ギリシャ語: 字義どおりには「公共の建設者」）が生み出された。デミウルゴスは、一部のグノーシス主義の文献ではヤルダバオートおよびその変種とも呼ばれる。この被造物はプレローマの外に隠されている。孤立の中で、自分だけであると考えたデミウルゴスは、物質性と、アルコーンと呼ばれる共演者の集団を創造する。デミウルゴスは人類の創造の責任者であり、ソフィアから盗まれたプレローマの要素を人間の体内に閉じ込める。これに対し、神格は2人の救済者のアイオーン、キリストと聖霊を流出させる。キリストは人間にグノーシスを達成する方法を教えることができるように、イエスの姿で自らを具体化する。これによって人間はプレローマに戻ることができる。

### デミウルゴス

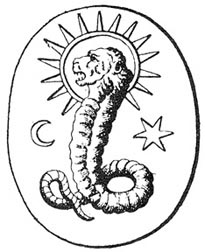
ベルナール・ド・モンフォーコンの『図解された古代』でグノーシス主義の宝石に見られるライオンの顔をした神は、ヤルダバオートすなわちデミウルゴスを描いたものかもしれない。ただし、ミトラ教のズルワーン・アカラーナも参照。

デミウルゴスという語は、ギリシア語のデーミウールゴス（δημιουργός）、文字通りには「公共の、あるいは熟練した労働者」という語のラテン語化された形に由来する。この人物は「ヤルダバオート」、サマエル（アラム語: sæmʻa-ʼel、「盲目の神」）、あるいは「サクラス」（シリア語: sækla、「愚かな者」）とも呼ばれ、時には上位の神を知らず、時にはそれに反対する。したがって、後者の場合、それに応じて悪意を持つ。他の名称や同定には、アンラ・マンユ、エール (神)、サタン、ヤハウェがある。
デミウルゴスは、宇宙と人間の物理的側面を創造する。デミウルゴスは通常、アルコーンと名付けられた共演者の集団を創造し、彼らは物質界を司り、場合によっては、そこから上昇しようとする魂に障害を提示する。デミウルゴスの創造物の劣等性は、芸術作品、絵画、彫刻などの技術的劣等性を、その芸術が表現しているものと比較することができる。他の場合では、それはより禁欲的な傾向をとり、物質的存在を否定的に見るようになり、人間の身体を含む物質性が悪であり、その住人にとって意図的な牢獄であると認識されると、さらに極端になる。
デミウルゴスに対する道徳的判断は、グノーシス主義の広範なカテゴリー内の集団によって異なり、物質性を本質的に悪とみなすか、単に欠陥があり、その受動的な構成要素である物質が許す限り善であるとみなす。

### アルコーン
古代末期のグノーシス主義の一部の変種では、デミウルゴスの複数の使用人を指すのにアルコーンという用語を用いた。オリゲネスの『ケルソス駁論』によれば、オフィス派と呼ばれる宗派は、イアダバオートまたはイアルダバオートに始まり、その後の6人を創造した7人のアルコーンの存在を提唱した。ヤオ、サバオート、アドナイオス、エライオス、アスタファノス、ホライオスである。イアルダバオートにはライオンの頭があった。

### その他の概念
グノーシス主義のその他の概念には以下のようなものがある。
- サルキック（英語版） - 地上的、因習的、無知、未入門。人間の思考の最低レベル。肉的、本能的なレベルの思考。
- ヒュリック - 人間の3つのタイプの中で最低の位階。思考が全く物質的で、グノーシスを理解できないため、救われることができない。
- プシュキック - 「魂を持つ」、部分的に入門した。物質に宿る霊
- プネウマティック（英語版） - 「霊的な」、完全に入門した、グノーシスによって物質界の運命から逃れる非物質的な魂。
- ケノーマ（英語版） - 目に見える、あるいは顕現した宇宙。プレローマよりも「下位」。
- カリスマ - 口頭での教えと個人的な出会いを通じてプネウマティックが授ける贈り物、あるいはエネルギー
- ロゴス - 宇宙の神的な秩序原理。キリストとして擬人化される。オド力も参照。
- ヒュポスタシス - 文字通りには「下にあるもの」。神の内的実在、プシュキックに知られる流出（外観）。
- ウーシア - プネウマティック（英語版）に知られる神の本質。特定の個々の事物あるいは存在。

## グノーシス主義の救世主としてのイエス
一部のグノーシス主義者は、イエスを至高者の化身であり、グノーシスを地上にもたらすために受肉したと認識している。一方、他の者は、至高者が肉体を持って現れたことを断固として否定し、イエスは単なる人間であり、グノーシスによって悟りを得て、弟子たちにも同じことをするよう教えたと主張した。また、イエスは神的であったが、物理的な体を持っていなかったと信じる者もおり、後のドケティズム運動に反映されている。マンダ教徒の間では、イエスはムシハ・クダバすなわち「偽メシア」であり、洗礼者ヨハネから託された教えを曲解したと考えられていた。さらに他の伝承では、マニ教の開祖マニ (預言者)や、アダムとエバの第三の息子セト (聖書)を救済者とみなしている。

## 発展
グノーシス主義の発展には、3つの時期が識別できる。
- 1世紀後期から2世紀初頭：新約聖書の執筆と同時期のグノーシス主義思想の発展
- 2世紀中頃から3世紀初頭：古典的グノーシス主義の教師とその体系の最盛期。「彼らの体系がイエスによって明らかにされた内なる真理を表していると主張した」時期[92]
- 2世紀末から4世紀：原始正統派教会による反応と異端として断罪、その後の衰退

第1期には、3つのタイプの伝統が発展した。
- 創世記がユダヤ教の環境で再解釈され、ヤハウェを人々を奴隷にする嫉妬深い神とみなし、この嫉妬深い神から自由を得ることとなった。
- 知恵の伝統が発展し、イエスの言葉が秘儀的な知恵を指し示すものと解釈され、その知恵によって魂は神格化され得るとされた[92][note 21]。イエスの言葉の一部は、この発展に歯止めをかけるために福音書に組み込まれたのかもしれない。コリント人への手紙一で描かれている対立は、この知恵の伝統とパウロの十字架と復活の福音との衝突に触発されたのかもしれない[92]。
- 天上の被造物が神の世界を人間の真の故郷として明らかにするために降下するという神話的物語が発展した[92]。ユダヤ・キリスト教は、メシア、すなわちキリストを、「神の隠れた本性の永遠の側面、すなわち神の『霊』と『真理』であり、聖なる歴史全体を通して自らを啓示した」と見なした[38]。

この運動は、ローマ帝国とアリウス派のゴート人が支配する地域、パルティア帝国に広がった。2世紀から3世紀にかけて地中海とオリエントで発展し続けたが、ニカイア教会からの反発の高まりと、ローマ帝国の経済的・文化的衰退により、3世紀には衰退の兆しが見え始めた。イスラム教への改宗とアルビジョア十字軍（1209-1229年）により、中世を通じて残されたグノーシス主義者の数は大幅に減少したが、イラク、イランおよび離散地のコミュニティにはマンダ教徒の共同体が今も存在している。グノーシス主義的および疑似グノーシス主義的な思想は、19世紀から20世紀にかけてのヨーロッパと北アメリカにおける様々な秘儀的神秘主義運動の哲学の中で影響力を持つようになり、その中には自らを初期のグノーシス主義集団の復活あるいは継続であると明示的に認識しているものもある。

## 初期キリスト教との関係
ディロンは、グノーシス主義が初期キリスト教の発展について疑問を投げかけていると指摘する。

### 正統と異端
キリスト教の異端論者、特にエイレナイオスは、グノーシス主義をキリスト教の異端とみなした。現代の学問は、初期キリスト教が多様であり、キリスト教の正統が定まったのは4世紀のことで、ローマ帝国が衰退しグノーシス主義が影響力を失った時期であることを指摘している。グノーシス主義者と原始正統派キリスト教徒は、いくつかの用語を共有していた。当初、両者を区別するのは難しかった。
ヴァルター・バウアーによれば、「異端」こそが多くの地域におけるキリスト教の本来の形であった可能性がある。このテーマはエレイン・ペイゲルスによってさらに発展させられ、ペイゲルスは「原始正統派の教会は、グノーシス主義のキリスト教徒との論争の中で、自らの信仰を安定させるのに役立った」と論じている。ジル・キスペルによれば、カトリック教会はグノーシス主義への対応として生まれ、君主的監督職、信条、聖書正典という形で安全措置を確立した。

### 史的イエス
グノーシス主義の運動には、史的イエスに関する情報が含まれている可能性がある。というのも、一部の文書には、正典の言葉と類似性を示す言葉が保存されているからである。特にトマスによる福音書には、平行する言葉が多数含まれている。しかし、正典の言葉が来るべき終末の時を中心としているのに対し、トマスの言葉は、すでにここにあり、未来の出来事ではない天の王国を中心としているという際立った違いがある。ヘルムート・ケスターによれば、これはトマスの言葉の方が古いためであり、キリスト教の最も初期の形態では、イエスは知恵の教師とみなされていたことを示唆している。別の仮説では、トマスの著者たちは2世紀に執筆し、既存の言葉を変更し、黙示録的関心を排除したとしている。エイプリル・デコニックによれば、そのような変化は、終末が来なかったとき、トマスの伝統が「新しい神秘主義の神学」と「今ここにある完全に現前する天の王国への神学的コミットメント」へと向かったときに起こったのである。彼らの教会はアダムとエバの堕落前の神的な地位を達成していたのだ。

### ヨハネ文書
ヨハネによる福音書の序文は、イエスという人物における受肉したロゴス、地上に来た光を描いている。『ヨハネによる秘儀』には、ヨハネ福音書と同じく、天上の領域から3人の子孫が出てくる図式があり、3番目がイエスである。この類似性は、おそらくグノーシス主義の思想とヨハネ共同体の関係を示している。レイモンド・E・ブラウンによれば、ヨハネ福音書は、「特にキリストを天上の啓示者とする、光と闇の対比の強調、反ユダヤ的敵意など、特定のグノーシス主義的思想の発展を示している」。ヨハネ資料は、救世主神話をめぐる論争を明らかにしている。ヨハネの手紙は、福音書の物語には様々な解釈があったことを示しており、ヨハネのイメージは、天から降りてきた救世主としてのイエスについての2世紀のグノーシス主義の思想に貢献したかもしれない。デコニックによれば、ヨハネ福音書は、「初期キリスト教から、我々の世界を超越する神への信仰へのグノーシス主義的信仰への移行システム」を示している。デコニックによれば、『ヨハネ』は、ユダヤ教の神の観念が、天におけるイエスの父と、「悪魔の父」（ほとんどの翻訳では「[あなたがたの]父なる悪魔」となっている）というユダヤ人の父とに分岐したことを示しているのかもしれず、それがモナドとデミウルゴスというグノーシス主義の観念に発展したのかもしれない。

### パウロとグノーシス主義
テルトゥリアヌスは、パウロを「異端者たちの使徒」と呼んでいる。というのも、パウロの著作はグノーシス主義者にとって魅力的であり、グノーシス主義的な方法で解釈されたからであり、一方でユダヤ人キリスト教徒は、パウロがキリスト教のユダヤ的ルーツから逸脱していると考えたからである。コリントの信徒への手紙一（8:10）で、パウロはある教会員たちを「知識を持つ者」（ギリシア語: τὸν ἔχοντα γνῶσιν、ton echonta gnosin）と呼んでいる。ジェームズ・ダンは、パウロが原始正統派キリスト教よりもグノーシス主義に近い見解を肯定した場合もあると述べている。
アレクサンドリアのクレメンスによれば、ヴァレンティヌスの弟子たちは、ヴァレンティヌスはパウロの弟子であるテウダスの弟子だったと言っており、エレイン・ペイゲルスは、パウロの書簡がヴァレンティヌスによってグノーシス主義的な方法で解釈されたことを指摘し、パウロは原グノーシス主義者であると同時に原カトリック教会の人物でもあると考えられると述べている。『パウロの祈り』やコプト語の『パウロの黙示録』など、多くのナグ・ハマディ文書は、パウロを「偉大な使徒」と考えている。パウロが、自分の福音は神からの直接の啓示によって受けたと主張したことは、復活したキリストからグノーシスを得たと主張したグノーシス主義者にとって魅力的だった。ナアセン派、カイン派、ヴァレンティヌス派はパウロの書簡を参照した。ティモシー・フレークとピーター・ガンディーは、パウロをグノーシス主義の教師とするこの考えをさらに発展させた。ただし、イエスは初期のキリスト教徒によってギリシャ・ローマの秘儀の神話に基づいて創作されたという彼らの前提は、学者たちによって退けられている。しかし、パウロの啓示はグノーシス主義の啓示とは異なっていた。

## 主要な運動

### ユダ・イスラエル系グノーシス主義
エルケサイ派とマンダ教徒は、紀元後最初の数世紀は主にメソポタミアで見られたが、その起源はヨルダン渓谷のユダヤ・イスラエル系であったようだ。

#### エルケサイ派
エルケサイ派は、紀元後100年から400年の間に活動したヨルダン川東岸に起源を持つユダヤ・キリスト教の洗礼派であった。この宗派の信者は浄化のために頻繁に洗礼を行い、グノーシス主義的な性向を持っていた:123。この宗派は、指導者のエルケサイにちなんで名付けられた。
ジョセフ・ライトフットによれば、教父エピファニウスは（4世紀に書いているが）、エッセネ派の中で2つの主要なグループを区別しているようである。「彼［エルクサイ（エルケサイ）、オサエス派の預言者］の時代より前とその時代に来た者のうち、オサエス派とナサラエア派である」。

#### マンダ教

洗礼の際に祈るマンダ教徒

マンダ教はグノーシス主義的な一神教であり、民族宗教である:4。マンダ教徒は、マンダ語として知られる東アラム語の方言を話す民族宗教集団である。彼らは古代から現存する唯一のグノーシス主義者である。彼らの宗教は主にカールーン川下流、ユーフラテス川、ティグリス川、そしてシャットゥルアラブ川を取り囲む河川、イラク南部とイランのフーゼスターン州の一部で実践されてきた。マンダ教は、イラク南部とイランのフーゼスターン州の一部で今も少数によって実践されており、世界中で6万人から7万人のマンダ教徒がいると考えられている。
「マンダ教徒」という名前は、アラム語のマンダに由来し、知識を意味する。洗礼者ヨハネはこの宗教の中心人物であり、洗礼を重視することが彼らの核心的な信仰の一部となっている。ナサニエル・ドイッチュによれば、「マンダ教の人間発生論は、ラビ的なものとグノーシス的なものの両方の説明を反映している」。マンダ教徒は、アダム、アベル、セト、エノス、ノア、セム、アラム、特に洗礼者ヨハネを崇拝している。現代でも、マンダ語で書かれた相当量の独自のマンダ教聖典が残っている。最も重要な聖典はギンザ・ラッバとして知られ、一部の学者によれば、その一部は2-3世紀の初めにコピーされたものと特定されているが、S・F・ダンラップのように、1世紀に位置づける者もいる。他にも、コルスタすなわち正典の祈りの書や『マンダ教のヨハネの書』（シドラ・ド・ヤヒア）、その他の聖典がある。
マンダ教徒は、善と悪の力の間に常に戦いや葛藤があると信じている。善の力はヌーラ（光）とマイア・ハイイ（生命の水）で表され、悪の力はフシュカ（闇）とマイア・タフミ（死水あるいは腐った水）で表される。2つの水はバランスを取るためにすべてのものに混ぜられている。マンダ教徒はまた、アルマ・ド・ヌーラ（光の世界）と呼ばれる来世あるいは天国も信じている。
マンダ教では、光の世界は、ハイイ・ラビ（「偉大なる生命」または「偉大なる生ける神」）として知られる至高の神によって支配されている。神はあまりにも偉大で、広大で、不可解なので、どれほど神が計り知れないかを言葉で完全に描写することはできない。数え切れないほどのウスラ（天使または守護者）が:8、光から現れ、神を取り囲み、賛美と称賛の行為を行っていると信じられている。彼らは光の世界とは別の世界に住んでおり、一部は一般に流出と呼ばれ、「第一の生命」とも呼ばれる至高の神に仕える存在である。その名には、第二の生命、第三の生命、第四の生命（すなわちヨーシャミン、アバトゥール、プタヒル）などがある:8。
闇の王（クルン）は、混沌を表す暗い水から形成された闇の世界の支配者である。闇の世界の主要な防衛者は、ウルという名の巨大な怪物、または竜であり、ルーハーとして知られる邪悪な女性支配者も闇の世界に住んでいる。マンダ教徒は、これらの悪意ある支配者たちが、自分たちを七つの惑星と十二の星座の所有者だと考える悪魔的な子孫を生んだと信じている。
マンダ教の信仰によれば、物質世界は、デミウルゴスの役割を担うプタヒルが、ルーハーや七人、十二人などの闇の力を借りて創造した、光と闇の混合物である。アダムの体（アブラハムの伝統では神によって創造された最初の人間だと信じられている）は、これらの闇の存在によって形作られたが、彼の魂（あるいは心）は光から直接創造されたものである。したがって、マンダ教徒は、人間の魂は光の世界に由来するため、救済が可能であると信じている。時に「内なるアダム」あるいはアダム・カーシアと呼ばれる魂は、闇から救い出されて光の世界の天上の領域へ上昇できるようになることを切に必要としている。
洗礼はマンダ教の中心的なテーマであり、魂の贖いのために必要だと考えられている。マンダ教徒は、キリスト教のような宗教のように一回限りの洗礼を行うのではなく、洗礼を魂を救済に近づけることのできる儀式的行為と見なしている。そのため、マンダ教徒は生涯にわたって繰り返し洗礼を受ける。マンダ教徒は、洗礼者ヨハネをナソラエア・マンダ教の人物だと考えている:3。ヨハネは彼らの最も偉大な最後の教師と呼ばれている。
ヨルン・J・バックリーをはじめとするマンダ教を専門とする学者たちは、マンダ教徒は約2000年前にパレスチナ・イスラエル地方に起源を発し、迫害のため東へ移動したと考えている。また、メソポタミア南西部起源説を唱える者もいる。しかし、マンダ教はもっと古く、キリスト教以前の時代に遡るとする見方もある。マンダ教徒は、自分たちの宗教は一神教としてユダヤ教、キリスト教、イスラム教に先行すると主張している。マンダ教徒は、自分たちがノアの息子セムの直系の子孫であり:182、また洗礼者ヨハネの本来の弟子の子孫でもあると信じている。
マンダ語の原文から『トマスの詩篇』に言葉を換えた部分や逐語訳が見つかったことから、マンダ教はマニ教以前から存在した可能性が高いと考えられるようになった:IX。ヴァレンティヌス派は、2世紀にマンダ教の洗礼の形式を自分たちの儀式に取り入れた。バーガー・A・ピアソンは、セト派の五つの印を、水での5回の儀式的沈潜を指すものと考え、マンダ教のマスブータと比較している。ヨルン・J・バックリーによれば、「セト派のグノーシス主義文献は......マンダ教の洗礼思想と関連しており、おそらく弟のような存在である」。
バックリーは、マンダ教のイスラエルあるいはユダヤ起源説を受け入れた上で、次のように付け加えている。
マンダ教徒は、グノーシス主義の発明者、あるいは少なくともその発展に貢献した者になった可能性が高い......そして、彼らは私たちが知る中で最も膨大なグノーシス主義文学を一つの言語で作り出した......後期古代の（例えばマニ教、ワレンティヌス派のような）グノーシス主義やその他の宗教グループの発展に影響を与えた。

#### サマリア人バプテスト派
マグリスによれば、サマリア人バプテスト派は洗礼者ヨハネの分派であった。その一派は、ドシテオス、シモン・マグス、メナンドロスによって指導された。この環境の中で、世界は無知な天使たちによって創造されたという考えが生まれた。彼らの洗礼儀式は罪の結果を取り除き、これらの天使によって引き起こされる自然死を克服する再生につながった。サマリア人の指導者たちは、「神の力、霊、知恵の具現であり、救い主であり、『真の知識』の啓示者」と見なされた。
シモン派は、使徒言行録8章でフィリポから洗礼を受け、ペテロから叱責されたシモン・マグスを中心としており、初期キリスト教において典型的な偽教師とされた。ユスティノス、エイレナイオスらが、当時の学派と使徒言行録8章の人物との関連を帰したのは、偽典書に付随する物語と同様に伝説的なものかもしれない。ユスティノスは、アンティオキアのメナンドロスをシモン・マグスの弟子とみなしている。ヒッポリュトスによると、シモン派はヴァレンティヌス派の初期の形態である。
ククー派は、2世紀のアルビールと現在の北イラク付近で、サマリア人のイラン宗教的なグノーシス主義に従った集団であった。この宗派は、「陶工」として知られる創始者ククーにちなんで名付けられた。ククー派のイデオロギーは、2世紀のシリアのエデッサで生まれた。ククー派はヘブライ語聖書を重視し、新約聖書に変更を加え、12人の預言者を12人の使徒と結びつけ、後者は同数の福音書に対応すると考えた。彼らの信仰は、ユダヤ教、キリスト教、異教、占星術、グノーシス主義の要素が折衷的に混ざったものだったようだ。

### シリア＝エジプト系グノーシス主義
シリア＝エジプト系グノーシス主義には、セト派、ヴァレンティヌス派、バシリデス派、トマス系の伝統、蛇グノーシス主義者、その他多数の小グループや著述家が含まれる。ヘルメス主義も西洋のグノーシス主義の伝統だが、他のグループとは異なる点がある。シリア＝エジプト学派は、その世界観の多くをプラトン主義の影響から得ている。それは、原初の一者的源泉からの一連の流出として創造を描き、最終的に物質宇宙の創造につながるとしている。これらの学派は、善と同等の力としてではなく、善に著しく劣り、霊的洞察と善を欠いたものとして悪をとらえる傾向がある。
これらの運動の多くは、キリスト教に関連する文書を用いており、一部は自らをキリスト教徒と明確に認識していたが、東方教会やカトリック教会の形態とはかなり異なっていた。イエス・キリストとトマス派グノーシス主義の創始者とされるトマス (使徒)のような何人かの使徒は、多くのグノーシス主義の文書に登場する。マグダラのマリアはグノーシス主義のリーダーとして尊敬され、マリアによる福音書などのグノーシス主義の文書では、十二使徒よりも優れた存在とされている。ヨハネ福音記者は一部のグノーシス主義の解釈者によってグノーシス主義者とされ、パウロでさえもそうである。このカテゴリーの文献の大部分は、ナグ・ハマディ文書によって知られている。

#### セト派＝バルベロ派
セト派は、2世紀から3世紀にかけてのグノーシス主義の主流の一つであり、エイレナイオスが非難したグノーシス主義の原型である。セト派は、そのグノーシスをアダムとエバの三男セト (聖書)とノア (聖書)の妻ノーレアに帰した。ノーレアはマンダ教とマニ教でも役割を果たしている。彼らの主要な文書は『ヨハネの黙示録外典』で、キリスト教的要素は含まれておらず二つの初期の神話の混合物である。『アダムの黙示録』のような初期の文書は、キリスト教以前の兆候を示し、アダムとエバの三男セトに焦点を当てている。後期のセト派文書はプラトン主義との対話を続ける。ゾストリアノスやアロゲネスのようなセト派文書は、古いセト派文書のイメージを用いるが、「キリスト教の内容の痕跡はなく、同時代のプラトン主義（すなわち後期中期プラトン主義）から得られた哲学的概念の大きな資金を使用している」。
ジョン・D・ターナーによれば、ドイツとアメリカの学問では、セト派を「ユダヤ教の内部の、折衷的ではあるが異端的な現象」と見なしているのに対し、イギリスとフランスの学問では、セト派を「異端的キリスト教思弁の一形態」と見なす傾向がある。ローロフ・ファン・デン・ブルックは、「セト派」は独立した宗教運動だったことはなく、むしろ様々な文書に現れる一連の神話的テーマを指す言葉だと指摘している。
スミスによれば、セト派はキリスト教以前の伝統、おそらくキリスト教とプラトン主義の要素を取り入れながら成長した折衷主義的なカルトだった可能性がある。テンポリーニ、フォークト、ハーゼによれば、初期のセト派はナザレ派、オフィス派、あるいはアレクサンドリアのフィロンが異端と呼んだ宗派と同一か関連している可能性がある。
ターナーによれば、セト派はキリスト教と中期プラトン主義の影響を受け、おそらくバルベーロー（最高神の最初の流出）にちなんで名付けられたバルベロ派と呼ばれるユダヤ人の洗礼集団と、「セト (聖書)の種」であるセト派と呼ばれる聖書注解者集団が融合して、2世紀に生まれた。2世紀末、セト派はキリストに対する幻影説的見解を拒絶した発展途上のキリスト教正統から離れていった。3世紀初頭、セト派はキリスト教の異端論者から完全に拒絶され、セト派は原初の起源への関心を失いながらプラトン主義の観想的実践へとシフトした。3世紀後期、セト派はプロティノスのような新プラトン主義者から攻撃を受け、プラトン主義から疎外された。4世紀前半から中頃にかけて、セト派はアルコン派、アウディアン派、ボルボル派、フィビオン派、おそらくストラティオティコイ、セクンディアン派など、様々な分派的グノーシス主義集団に分裂した。これらの集団の一部は中世まで存続した。

#### ヴァレンティヌス派
ヴァレンティヌス派は、創始者のヴァレンティヌス（c. 100 – c. 180）にちなんで名付けられた。ヴァレンティヌスはローマ監督の候補者だったが、他の人物が選ばれたため、自分の集団を始めた。ヴァレンティヌス派は2世紀半ば以降に栄えた。この学派は人気があり、北西アフリカとエジプトに広がり、東方ではアジア・マイナーとシリアにまで及んだ。エイレナイオスは、ヴァレンティヌスを特にグノーシス的と名指ししている。それは知的に活気のある伝統であり、グノーシス主義の精巧で哲学的に「密度の高い」形態であった。ヴァレンティヌスの弟子たちは、彼の教えと資料を精緻化し、彼らの中心的な神話のいくつかの種類が知られている。
ヴァレンティヌス派のグノーシス主義は、二元論ではなく一元論だった可能性がある。 ヴァレンティヌス派の神話では、欠陥のある物質性の創造は、デミウルゴスの側の道徳的欠陥によるのではなく、彼が流出した優れた存在よりも完全でないという事実によるものである。ヴァレンティヌス派は、他のグノーシス主義集団よりも物質的現実を軽蔑せず、物質性を神的なものとは別の実体としてではなく、物質的創造の行為として神話詩的に象徴化される知覚の誤りに帰するものと考える。
ヴァレンティヌスの信奉者たちは、書簡を体系的に解読しようとし、ほとんどのキリスト教徒が書簡を文字通りに読むのではなく寓意的に読む間違いを犯していると主張した。ヴァレンティヌス派は、ローマ書におけるユダヤ人と異邦人の対立を、プシュキック（霊的にはなっているが肉欲から離れるまでには至っていない人々）とプネウマティック（完全に霊的な人々）の違いを指す暗号的な言及だと理解した。ヴァレンティヌス派は、そのような暗号はグノーシス主義に本質的なものであり、秘密は真の内的理解への適切な進歩を確保するために重要だと論じた。
ベントリー・レイトンによれば、「古典的グノーシス主義」と「トマス学派」は、ヴァレンティヌスの発展に先行し、影響を与えた。レイトンはヴァレンティヌスを「偉大な（グノーシス主義の）改革者」、「グノーシス主義発展の焦点」と呼んだ。アレクサンドリアで生まれたヴァレンティヌスは、グノーシス主義の教師バシリデスと接触があり、影響を受けたかもしれない。シモーヌ・ペトルマンは、グノーシス主義のキリスト教起源を主張しつつ、ヴァレンティヌスをバシリデスの後、セト派の前に位置づけている。ペトルマンによれば、ヴァレンティヌスは、初期のヘレニズム化した教師たちの反ユダヤ主義を緩和したものであった。デミウルゴスは、ヘブライ人の旧約聖書の神（すなわちヤハウェ）の神話的描写として広く考えられているが、悪というよりは無知な者として描かれている。

#### バシリデス派
バシリデス派は、2世紀にアレクサンドリアのバシリデスによって設立された。バシリデスは、自分の教義をペテロの弟子グラウクスから教わったと主張したが、メナンドロスの弟子だった可能性もある。バシリデス派は、エピファニオスがナイルデルタに住むバシリデス派の信者を知っていたように、4世紀末まで存続した。しかし、ほぼエジプトにのみ限定されていたが、スルピキウス・セウェルスによれば、メンフィスのある人物マルクスを通じて、スペインに入り込んだようである。ヒエロニムスは、プリスキリアヌス派がそれに感染したと述べている。

#### トマス系の伝統
トマス系の伝統とは、使徒トマスに帰せられる一連の文書を指す。カレン・L・キングは、「トマス派グノーシス主義」を独立したカテゴリーとすることには批判があり、「学問的精査に耐えられないかもしれない」と指摘している。

#### マルキオン
マルキオンは、（現在のトルコにある黒海の南岸の都市）シノペ出身の教会指導者で150年頃にローマで説教したが、追放され、独自の集会を始め、それは地中海全域に広がった。彼は旧約聖書を拒絶し、限定的なキリスト教の正典に従った。それにはルカの編集版と、パウロの10通の編集された手紙しか含まれていなかった。一部の学者は彼をグノーシス主義者とは見なしていないが。彼の教えは明らかにいくつかのグノーシス主義の教えに類似している。彼は、旧約聖書の神、デミウルゴス、「物質宇宙の悪しき創造主」と、至高の神、「愛に満ち、霊的な、イエスの父なる神」との間の根本的な違いを説いた。後者はイエスを地上に送り、人類をユダヤ法の圧制から解放したのだ。グノーシス主義者と同様に、マルキオンは、イエスは本質的に人間の形をした神の霊であり、本当の肉体を持った者ではないと論じた。マルキオンは、天の父（イエス・キリストの父）は全くの異邦の神であり、世界を作ることにも、世界とつながることにも一切関与しなかったと考えた。

#### ヘルメス主義
ヘルメス主義はグノーシス主義と密接に関連しているが、その志向性はより肯定的である。

#### 他のグノーシス主義集団
- 蛇グノーシス主義者。ナアセン派（英語版）、オフィス派（英語版）、セルペンタリアン派は蛇の象徴に重きを置き、蛇の取り扱いが儀式の中で重要な役割を果たした[168]。
- ケリントス（100年頃）は、グノーシス主義的要素を持つ学派の創設者。グノーシス主義者のように、ケリントスはキリストを人間イエスとは別の天上の霊と描き、物質界を創造したのはデミウルゴスだと述べた。グノーシス主義者とは異なり、ケリントスはキリスト教徒にユダヤ法の遵守を教えた。彼のデミウルゴスは卑しいのではなく聖なるものだった。そして彼は再臨を教えた。彼のグノーシスは、使徒に帰せられる秘教だった。一部の学者は、ヨハネの手紙一がケリントスへの応答として書かれたと考えている[171]。
- カイン派は、ヒッポリュトスが彼らがカイン、エサウ、コラ（英語版）、ソドムとゴモラの人々を崇拝していたと主張しているため、そう名付けられている。この集団の性質については、ほとんど証拠がない。ヒッポリュトスは、彼らが肉体は悪であるため、不道徳な行為によってそれを汚さなければならないので、罪を犯すことが救いの鍵だと信じていたと主張している（リバティン主義参照）。カイン派という名称は、カインの子孫という通常の聖書的意味ではなく、宗教運動の名称として用いられている[172]。
- カルポクラテス派（英語版）は、ヘブライ人への福音書（英語版）のみに従うリバティン主義の分派[173]。
- ユスティノス（英語版）の学派は、グノーシス主義的要素を古代ギリシア宗教と結合させた[174]。
- ボルボル派（英語版）は、ニコライ派（英語版）から派生したとされるリバティン主義のグノーシスセクト[175]。

### ペルシャのグノーシス主義
サーサーン朝ペルシア西部の州アソリスタンに現れ、その著作が当時メソポタミアで話されていた東アラム語の方言で書かれたペルシャの学派は、グノーシス主義思想の中で最も古いものの一つだと考えられている。これらの運動は、ほとんどの人によって、それ自体が独立した宗教であり、キリスト教やユダヤ教の流出ではないと考えられている。

#### マニ教

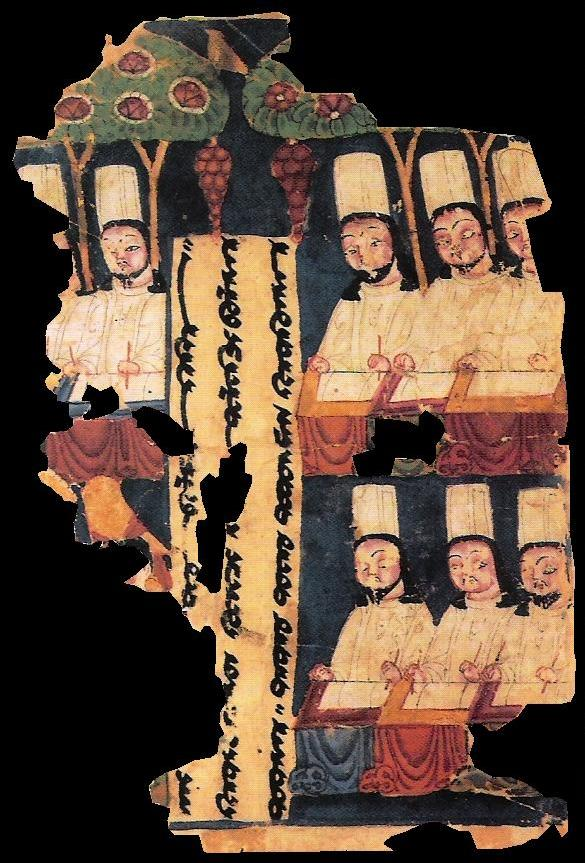
机に向かって書く、ソグド語の銘のあるパネルのあるマニ教の司祭たち。高昌出土の写本、タリム盆地。

マニ教はマニ (預言者)（216-276年）によって創始された。マニの父は、ユダヤ人キリスト教の宗派であるエビオン派の一派、エルケサイ派の信者だった。マニは12歳と24歳のときに、自分の「天上の双子」の幻視体験をし、父の宗派を去ってキリストの真のメッセージを説くよう呼びかけられた。240-241年、マニは現在のアフガニスタンにあるサカのインド・グリーク朝に旅し、そこでヒンドゥー教とその様々な既存の哲学を学んだ。242年に戻ると、シャープール1世の宮廷に加わり、ペルシャ語で書かれた唯一の作品であるシャーブフラガーンを献呈した。原著はシリア語という東アラム語の方言で、独特のマニ文字で書かれていた。
マニ教は、光と闇の二つの共存する領域が葛藤に巻き込まれると考える。光の一部の要素が闇の中に閉じ込められ、物質的創造の目的は、これらの個々の要素を抽出する緩慢なプロセスに従事することである。最後には、光の王国が闇に打ち勝つことになる。マニ教は、この二元論的神話をズルワーン主義のゾロアスター教から継承している。そこでは、永遠の霊アフラ・マズダーがその対極であるアンラ・マンユと対立している。この二元論的教義は、原初の人間が闇の力に敗れ、光の粒子を食い尽くされ、囚われの身となるという精巧な宇宙論的神話を体現していた。
クルト・ルドルフによれば、マニ教が5世紀にペルシアで衰退したのは、この運動の東西への広がりを防ぐには遅すぎた。西方では、この学派の教えはシリア、北アラビア、エジプト、北アフリカに移動した。4世紀にはローマとダルマチアに、またガリアとスペインにもマニ教徒の証拠がある。シリアから、それはさらにシリア・パレスチナ、アナトリア半島、ビザンツとペルシアのアルメニアに進んだ。
マニ教の影響は、帝国の選出者たちや論争的な著作によって攻撃されたが、この宗教は6世紀まで広まり続け、中世のパウロ派 (中世)、ボゴミル派、カタリ派の出現にも影響を与え続けたが、最終的にはカトリック教会によって根絶された。
ルドルフによれば、東方では、マニ教は繁栄することができた。というのも、それまでキリスト教とゾロアスター教が占めていた宗教的独占の地位が、新興のイスラム教によって崩されたからである。アラブ征服の初期には、マニ教は再びペルシアで信奉者を見出したが（主に教養のある人々の間で）、イランを経て広がった中央アジアで最も盛んになった。そこで762年、マニ教はウイグル可汗国の国教となった。

### 中世
地中海世界での衰退の後、グノーシス主義はビザンツ帝国の周辺で生き残り、西洋世界に再浮上した。パウロ派 (中世)は、650年から872年までアルメニアとビザンツ帝国の東方テマで栄えた養子神論派の集団で、正統派の中世の史料では、グノーシス主義でマニ教に類似したキリスト教だと非難された。ボゴミル派は、ブルガリアで927年から970年の間に出現し、ヨーロッパ全土に広がった。それはアルメニアのパウロ派 (中世)とブルガリア正教会の改革運動の融合であった。
カタリ派（カタリ派、アルビジョア派）も、その敵からグノーシス主義の特徴を非難された。カタリ派が古代のグノーシス主義から直接の歴史的影響を受けていたかどうかは議論の余地がある。彼らの批判者たちの言うことが信頼できるならば、グノーシス主義の宇宙論の基本的な概念は、カタリ派の信仰の中に見出される（最も明確なのは、劣位のサタン的な創造神という彼らの概念である）。ただし、彼らは効果的な救済の力として知識（グノーシス）に特別な関連性を置いていなかったようである。

#### イスラーム

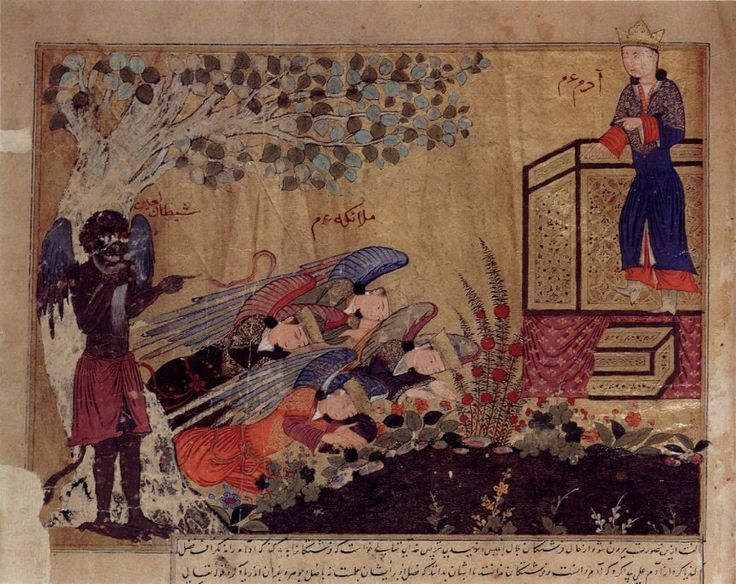
一部のスーフィズムの解釈では、イブリースはグノーシス主義のデミウルゴスに似た形で物質的欲望を支配するものとして描かれている。

コーランは、グノーシス主義の宇宙論と同様に、この世と来世を明確に区別している。神は一般的に人間の理解を超えた存在だと考えられている。イスラームの一部の思想学派では、神はモナドと同一視される。
しかし、イスラームによれば、ほとんどのグノーシス主義の宗派とは異なり、この世界を拒絶するのではなく、善行を積むことが楽園につながるのである。イスラームのタウヒード（「神の統一」）の信仰によれば、デミウルゴスのような下位の神格の余地はない。イスラームによれば、善も悪も一人の神から来るのであり、この立場はマニ教徒に特に反対された。マニ教の護教論者で後にイスラームに改宗したイブン・アル＝ムカッファは、アブラハムの宗教の神を「人間と戦い、自分の勝利を自慢し」「玉座に座って、そこから降りることができる」悪魔的な存在として描いた。光と闇は二つの異なる永遠の原理と考えられていたので、両者が一つの源から生まれたとは考えられない。ムスリムの神学者たちは、「私は寝た、そして私は悔い改める」と言う繰り返しの罪人の例を挙げて反論した。これは、悪からも善が生まれ得ることの証明になるというのである。
イスラームもまた、初期の一部の著作で下界に権威を与えられた存在の痕跡を統合していた。イブリースは一部のスーフィーによって、この世の所有者とみなされ、人間はこの世の宝を避けなければならないとされた。それはイブリースのものだからである。
イスマーイール派の『ウンム・アル＝キターブ』では、アザーズィールの役割はデミウルゴスのそれに似ている。デミウルゴスと同様に、彼は世界を創造し、人間を物質界に閉じ込めようとする能力を与えられているが、ここでは、その力は限定的で、より高次の神に依存している。このような人間発生論的見解は、イスマーイール派の伝統の中に頻繁に見られる。実際、イスマーイール派はしばしば非イスラーム的であると批判されてきた。ガザーリーは、彼らを表向きはシーア派だが、二元論的で哲学的な宗教の信奉者だと特徴づけた。
グノーシス主義的思想の更なる痕跡は、スーフィーの人間発生論の中に見出すことができる。物質に囚われた人間存在というグノーシス主義の概念と同様に、スーフィーの伝統は、人間の魂が物質界の共犯者であり、アルコーンの球が霊（プネウマ）を包み込むのと同様に、肉体的欲望に支配されていることを認めている。したがって、ルーフ（プネウマ、霊）は、下位で物質に縛られたナフス（プシュケー、魂）に勝利を収めて、その動物的本性を克服しなければならない。動物的欲望に捕えられた人間は、「より高き神」から自律と独立を誤って主張し、古典的グノーシス主義の伝統における下位の神に似ている。しかし、目標は創造された世界を捨てることではなく、下位の欲望から自由になることだけなので、これがまだグノーシス的なのかどうかは議論の余地があるが、むしろムハンマドのメッセージの完成と言えるかもしれない。
初期のイスラーム思想の発展においてグノーシス主義的思想が影響力を持っていたが、後にその影響力を失ったようだ。しかし、光の比喩や存在の一性（アラビア語でアラビア語: وحدة الوجود）の思想は、イブン・スィーナーのような後期のイスラーム思想の中で依然として優勢だった。

#### カバラ
ユダヤ哲学史家のゲルショム・ショーレムは、いくつかの中核的なグノーシス主義の思想が中世のカバラの中に再登場し、そこで以前のユダヤ教の典拠を再解釈するのに用いられていると述べた。ショーレムによれば、このような場合、ゾーハルのような文献は、グノーシス主義の言語を使わずに、トーラー解釈のためにグノーシス主義の前提を適用したという。さらにショーレムは、キリスト教グノーシス主義の初期の起源に影響を与えたユダヤ教グノーシス主義があったと提唱した。
初期のカバラ文献の一部が中世のプロヴァンスで登場したこと、その頃カタリ派運動も活発だったと考えられていたことから、ショーレムら20世紀半ばの学者は、両者の間に相互影響があったと論じた。ダン・ジョセフによれば、この仮説は現存する文献によって裏付けられていない。

### 現代
現在、イラク、イラン、離散地で見られるマンダ教徒は、洗礼者ヨハネに従う古代のグノーシス主義の民族宗教集団で、古代から生き残っている。彼らの名前は、アラム語のマンダに由来し、知識あるいはグノーシスを意味する。世界のマンダ教徒の数は6万人から7万人と考えられている。ナグ・ハマディ文書の発見以来、エクレシア・グノスティカ、使徒継承ヨハネ派教会、エクレシア・グノスティカ・カトリカ、フランスのグノーシス派教会、トマス派教会、アレクサンドリアのグノーシス派教会、北米グノーシス主教会議など、多くの現代のグノーシス主義教会組織が設立または再設立された。アルトゥル・ショーペンハウアー。アルバート・パイク、ヘレナ・P・ブラヴァツキーといった19世紀の思想家たちは、グノーシス主義の思想を広範に研究し、その影響を受けた。ハーマン・メルヴィルやウィリアム・バトラー・イェイツのような人物でさえ、より間接的にその影響を受けた。ジュール・ドワネルは、1890年にフランスのグノーシス派教会を「再興」したが、これはその後の直接の後継者たち（最も顕著なのはファーブル・デ・エサールとしてのタウ・シュネシオスとジョアニー・ブリコーとしてのタウ・ジャン2世）を経て形を変え、小規模ながら今日まで活動を続けている。
グノーシス主義を深く研究し、影響を受けた20世紀初頭の思想家には、グノーシス主義を支持したカール・グスタフ・ユング、反対したエリック・フェーゲリン、多くの短編小説の中でグノーシス主義を取り上げたホルヘ・ルイス・ボルヘス、アレイスター・クロウリーなどがおり、ヘルマン・ヘッセのような人物はより穏やかな影響を受けた。ルネ・ゲノンは1909年にグノーシス主義の雑誌『ラ・ニョーズ』を創刊したが、その後よりペレンニアリズム的な立場に移行し、伝統主義学派を創設した。エクレシア・グノスティカ・カトリカやオリエンティス・テンプリなどのグノーシス主義的なテレマ教の組織は、クロウリーの思想に起源を持つ。1945年以降の『ナグ・ハマディ文書』の発見と翻訳は、第二次世界大戦後のグノーシス主義に大きな影響を与えた。この時期にグノーシス主義の影響を強く受けた知識人には、ローレンス・ダレル、ハンス・ヨナス、フィリップ・K・ディック、ハロルド・ブルームなどがおり、アルベール・カミュやアレン・ギンズバーグはより穏やかな影響を受けた。セリア・グリーンは、自身の哲学に関連してグノーシス主義キリスト教について書いている。アルフレッド・ノース・ホワイトヘッドは、新たに発見されたグノーシス主義の写本の存在を知っていた。それに応じて、ミシェル・ウェーバーは彼の後期の形而上学のグノーシス主義的解釈を提案した。

## 情報源

### 異端論者
1945年のナグ・ハマディ文書の発見以前は、グノーシス主義は主にそれらの運動に反対する異端論者や教父の著作を通じて知られていた。これらの著作はグノーシス主義の教えに対して敵対的な偏りがあり、不完全なものだった。ヒッポリュトスのような何人かの異端論者は、彼らが報告した宗派の性質を正確に記録したり、その聖典を書き写したりする努力をほとんどしなかった。不完全なグノーシス主義の文書の再構成は近代になって試みられたが、グノーシス主義の研究はそれらの異端論者の正統的見解に色づけされていた。
ユスティノス (c. 100/114 – c. 162/168) は、ローマ皇帝のアントニヌス・ピウス宛に『弁明第一』を書き、シモン・マグス、メナンドロス、マルキオンを批判した。それ以来、シモンとメナンドロスは「原グノーシス主義」とみなされてきた。エイレナイオス（c. 202没）は、『異端反駁』（c. 180-185）を著し、サマリアのネアポリス出身のシモン・マグスをグノーシス主義の開祖と特定した。サマリアからシモンの教えが古代の「知者」を通じてヴァレンティヌスやその他の同時代のグノーシス派の教えに広まったとされる。ヒッポリュトス (対立教皇)（170-235年）は、10巻からなる『全異端論駁』を著し、そのうち8巻が発掘されている。それはまた、ソクラテス以前（したがってキリストの受肉以前）の思想と初期のグノーシス主義指導者の誤った信仰との関連性にも焦点を当てている。彼が報告した33のグループは、現代の学者によってグノーシス主義とみなされており、「異邦人」や「セトの民」などが含まれる。ヒッポリュトスはさらに、シモン、ワレンティヌス、セクンドゥス、プトレマイオス、ヘラクレオン、マルクス、コロルバソスなどの個々の教師を紹介している。カルタゴ出身のテルトゥリアヌス（c. 155 – c. 230）は、206年頃に『ヴァレンティヌス派駁論』を、207-208年頃にはマルキオンの教えを年代順に記録し反駁する5巻の書を著した。

### グノーシス主義文書
ナグ・ハマディの発見以前は、グノーシス主義の研究者が利用できるテキストは限られていた。異端論者の記録から再構成が試みられたが、それらは必然的に背後にある動機に色づけされていた。ナグ・ハマディ文書は、1945年にエジプト上エジプトのナグ・ハマディ近郊で発見されたグノーシス主義の文書の集成である。12冊の革装パピルス写本が封印された壺に埋められていたのを、ムハンマド・アル＝サンマーンという地元の農夫が発見した。これらの写本に含まれる著作は、ほとんどがグノーシス主義の52の論考で構成されていたが、ヘルメス文書に属する3つの作品とプラトンの『国家』の部分的な翻訳・改変も含まれていた。これらの写本は、近くのパコミオス修道院のものだった可能性があり、アタナシオス司教が367年の復活祭書簡で正典外の書物の使用を禁じた後に埋められたのかもしれない。原作の言語はおそらくギリシャ語だったが、この集成に含まれる様々な写本はコプト語で書かれていた。失われたギリシャ語原典の成立年代は1世紀または2世紀とされているが、これには異論もある。写本自体の年代は3世紀から4世紀である。ナグ・ハマディ文書は、初期のキリスト教の聖典と初期キリスト教そのものの流動性を示した。

## 学術研究

### 発展
ナグ・ハマディ文書の発見以前は、グノーシス主義運動は主に初期教会の異端論者の目を通して捉えられていた。ヨハン・ローレンツ・フォン・モスハイム（1694-1755年）は、グノーシス主義はギリシャとメソポタミアで独自に発展し、西に広がってユダヤ的要素を取り入れたと提唱した。モスハイムによれば、ユダヤ思想はグノーシス的要素を取り入れ、それをギリシャ哲学に対抗させたという。J・ホーンとエルネスト・アントン・レヴァルトはペルシャとゾロアスター教の起源を提唱し、ジャック・マテールはグノーシス主義を東方の宇宙論的・神智学的思弁のキリスト教への侵入と説明した。
1880年代、グノーシス主義はギリシャ哲学、特に新プラトン主義の中に位置づけられた。教義史学派に属し、教会史的起源モデルを提唱したアドルフ・フォン・ハルナック（1851-1930年）は、グノーシス主義をギリシャ哲学の影響下における教会内部の発展とみなした。ハルナックによれば、グノーシス主義は「キリスト教の急激なヘレニズム化」であった。
宗教史学派（19世紀）は、グノーシス主義研究に大きな影響を与えた。宗教史学派は、グノーシス主義をキリスト教以前の現象とみなし、キリスト教のグノーシスをこの現象の一事例、しかも周縁的な事例とみなした。ヴィルヘルム・ブセ（1865-1920年）によれば、グノーシス主義はイランとメソポタミアのシンクレティズムの一形態であり、エドゥアルト・ノルデン（1868-1941年）もキリスト教以前の起源を提唱し、リヒャルト・アウグスト・ライツェンシュタイン（1861-1931年）とルドルフ・ブルトマン（1884-1976年）もグノーシス主義の起源をペルシアに求めた。ハンス・ハインリッヒ・シェーダー（1896-1957年）とハンス・ライゼガングは、グノーシス主義を東洋思想のギリシャ的形態の融合とみなした。
ハンス・ヨナス（1903-1993年）は、宗教史学派の比較アプローチと、ルドルフ・ブルトマンの非神話化手続きに先立つ実存主義的解釈学の両方を用いて、中間的なアプローチを取った:94-95。ヨナスはグノーシス主義の神と世界の二元性を強調し、グノーシス主義はプラトン主義からもユダヤ教からも派生し得ないと結論付けた。その代わりに彼は、グノーシス主義はアレクサンダー大王の征服とそれがギリシャの都市国家と「東洋の」祭司＝知識人の階級に与えた影響によって引き起こされた実存的状況を表していると提唱した:107-108。これに対し、現代の学問では、グノーシス主義はユダヤ的あるいはユダヤ・キリスト教的起源を持つことが大方の合意となっている。この説は、ゲルショム・G・ショーレム（1897-1982年）とジル・キスペル（1916-2006年）によって最も顕著に提唱されている。
グノーシス主義と初期アレクサンドリアのキリスト教の研究は、1945年のコプト語ナグ・ハマディ文書の発見によって大きな刺激を受けた。多くの翻訳が出版され、プリンストン大学宗教学教授のエレイン・ペイゲルスの著作、特に初期キリスト教会の司教たちによるナグ・ハマディで発見された一部の文書の抑圧について詳述した『グノーシスの福音書』は、グノーシス主義を主流文化に広めたが、聖職者の著述家からの強い反応と非難も引き起こした。

### グノーシス主義の定義
マシュー・J・ディロンによれば、グノーシス主義の定義には6つの傾向が見られる。
- 類型論。「一連の共有された特徴の目録で、それを使ってオブジェクトのグループを一緒に分類する」[211]
- 伝統的アプローチ。グノーシス主義をキリスト教の異端とみなす[212]
- 現象学的アプローチ。最も著名なのはハンス・ヨナス[213][214]
- グノーシス主義の限定。「どのグループが明示的にグノーシス主義者と呼ばれていたかを特定する」[215]、あるいはどのグループが明らかに分派的であったかを特定する[215]
- グノーシス主義の脱構築。「グノーシス主義」というカテゴリーを放棄する[216]
- 心理学と宗教の認知科学（英語版）。グノーシス主義を心理学的現象としてアプローチする[217]

#### 類型論
1966年のメッシーナにおけるグノーシスとグノーシス主義の起源に関する会議は、次のような提案を行った。
......「キリスト後2世紀のシステムの特定のグループ」をグノーシス主義と呼び、グノーシスを時代を超えた知識の概念を定義するのに用いる。それは「エリートのための神の神秘についての知識」と説明された。
この定義は現在では放棄されている。それは、古代の宗教に広く見られた要素である「グノーシス」から、「グノーシス主義」という宗教を作り出し、これらのグノーシス主義の宗教によるグノーシスの同質的な概念を示唆したが、そのようなものは当時存在しなかった。
ディロンによれば、ナグ・ハマディの文書はこの定義が限定的であることを明らかにし、「運動（ヴァレンティヌス派など）、神話的類似性（セト派）、類似のトロープ（デミウルゴスの存在）などによって分類する方がよい」とのことである。ディロンはさらに、メッシーナの定義は「キリスト教以前のグノーシス主義や、マンダ教徒やマニ教徒などの後の発展も除外していた」と指摘している。
ハンス・ヨナスは、グノーシス主義の主要な流れとして、シリア＝エジプト系とペルシャ系（マニ教とマンダ教を含む）の2つを見出した。シリア＝エジプト系の学派とそこから生まれた運動の間には、典型的にはより一元論的な見方がある。ペルシャ系グノーシス主義は、ペルシャのズルワーン主義ゾロアスター教の信仰からの強い影響を反映して、より二元論的な傾向を持っている。中世のカタリ派、ボゴミル派、カルポクラテス派には、両方のカテゴリーの要素が含まれているようだ。しかし、クルト・ルドルフ、マルク・リツバルスキ、ルドルフ・マツーフ、エセル・S・ドロワー、ヨルン・ヤコブセン・バックリーらの学者は、マンダ教のパレスチナ起源説を主張している。
ジル・キスペルは、シリア＝エジプト系グノーシス主義をさらにユダヤ系グノーシス主義（『ヨハネの黙示録外典』）とキリスト教的グノーシス（マルキオン、バシリデス、ヴァレンティヌス）に分類した。この「キリスト教的グノーシス主義」はキリスト中心的で、ヨハネ福音書やパウロの書簡などのキリスト教の文書の影響を受けていた。他の著者は「グノーシス主義キリスト教徒」と言い、グノーシス主義者は初期教会の著名な支流だったと指摘している。

#### 伝統的アプローチ - キリスト教の異端としてのグノーシス主義
この立場の最も有名な例はアドルフ・フォン・ハルナック（1851-1930年）で、「グノーシス主義はキリスト教の急激なヘレニズム化である」と述べた。ディロンによれば、「今日の多くの学者は、グノーシス主義をキリスト教の後期の汚染されたバージョンと読み解くというハルナックの流れを汲んでいる」。特にダレル・ブロックは、初期キリスト教が極端に多様だったというエレイン・ペイゲルスの見解を批判している。

#### 現象学的アプローチ
ハンス・ヨナス（1903-1993年）は、グノーシス主義に実存現象学的アプローチを取った。ヨナスによれば、疎外はグノーシス主義の際立った特徴であり、同時代の宗教とは異なるものにしている。ヨナスは、この疎外を実存主義の被投性（マルティン・ハイデガーの「放り出された状態」）の概念、すなわち敵対的な世界に投げ込まれた状態と比較している

#### グノーシス主義の限定
1980年代後半、学者たちは「グノーシス主義」が有意義なカテゴリーとして持つ広さに懸念を表明した。ベントリー・レイトンは、古代のテキストでグノーシス的と記されたグループを線引きすることでグノーシス主義を分類することを提案した。レイトンによれば、この用語は主に異端論者によって『ヨハネの黙示録外典』に記述された神話に適用され、主にセト派とオフィス派によって用いられた。レイトンによれば、この神話を指すテキストは「古典的グノーシス主義」と呼ぶことができる。
さらに、アラステア・ローガンは社会理論を用いてグノーシス主義を特定している。彼はロドニー・スタークとウィリアム・ベインブリッジの伝統宗教、セクト、カルトに関する社会学理論を用いている。ローガンによれば、グノーシス主義者は社会全体と対立するカルトだった。

### カテゴリーとしての「グノーシス主義」への批判
ウェスター研究所の2014年秋のキリスト教セミナーのグノーシス主義に関する報告書によれば、通常帰される特徴のすべてを持つグループは存在しない。ほぼすべてのグループが、それらの一つ以上、あるいはその修正版を持っている。ある一連のグループを「グノーシス主義」として区別し、他の一連のグループと対立させるような特定の関係はなかった。例えば、この点について情報があるキリスト教のすべての宗派は、神の命令で宇宙を創造した別個のロゴスを信じていた。同様に、彼らは何らかの秘密の知識（「グノーシス」）が自分の救いを確実にするために不可欠だと信じていた。同様に、彼らは宇宙について二元論的な見方を持っており、下界は神的存在の干渉によって堕落し、上界の神は下界を破壊して一から始める機会を待ち望み、それによって人類が堕落した体と場所から逃れ、天上のそれに逃げ込むのを助けようとしていた。
マイケル・アレン・ウィリアムズによれば、独立した宗教的伝統としてのグノーシス主義の概念には疑問の余地がある。なぜなら、「グノーシス」は古代の多くの宗教的伝統の普遍的な特徴であり、いわゆるグノーシス主義のシステムに限定されていなかったからである。ウィリアムズによれば、グノーシス主義というカテゴリーが立脚する概念的基礎は、異端論者の課題の残滓である。初期教会の異端論者はグノーシス主義の解釈的定義を作り出し、現代の学問はこの例に倣ってカテゴリー的定義を作り出した。ウィリアムズによれば、この用語はそれが含む運動をより正確に反映するために置き換える必要があり、「聖書的デミウルゴス的伝統」という用語で置き換えることを提案している。
カレン・キングによれば、学者たちは「無意識のうちに古代の異端論者のプロジェクトを継続」し、非キリスト教的な影響を探し求め、それによって純粋な、本来のキリスト教を描き続けている。
このようなグノーシス主義の概念に対する学問的拒絶と限定が高まる中、デイヴィッド・G・ロバートソンは、この用語の誤用が宗教研究において引き続き引き起こしている歪曲について書いている。

## 心理学的アプローチ
カール・ユングは心理学的観点からグノーシス主義にアプローチし、ジル・キスペルがそれに続いた。このアプローチによれば、グノーシス主義は人間の発達のための地図であり、そこでは自己を中心とした分割されていない人間が、若年期の断片的な人格から発達する。キスペルによれば、グノーシスは信仰と理性とともに西洋文化における第三の力であり、この自己の経験的自覚をもたらすものである。
イオアン・クリアーノによれば、グノーシスは心の普遍的な作用を通じて可能になり、「いつでもどこでも」到達できる。エドワード・コンゼも同様の示唆をしており、般若とソフィアの類似性は、特定の条件下で同様の経験をもたらす「人間の心の実際のあり方」によるものかもしれないと示唆している。